# Paul Wilhelmi (Politiker)
Paul Wilhelmi (* 15. Juli 1879 in Duisburg; † 12. März 1962) war ein hessischer Politiker (LDP) und ehemaliger Abgeordneter des Hessischen Landtags.
Paul Wilhelmi war Ingenieur und Kaufmann. Nach dem Zweiten Weltkrieg war er Mitbegründer der FDP (damals noch unter dem Namen LDP) in Wiesbaden. Vom 26. Februar 1946 bis zum 14. Juli 1946 war er für die LDP Mitglied des ernannten Beratenden Landesausschusses.